# جنایت و مکافات (فیلم ۱۳۹۰)
جنایت و مکافات فیلمی تلویزیونی به کارگردانی و تهیه‌کنندگی عباس رافعی و نویسندگی جابر قاسمعلی محصول سال ۱۳۹۰ است.
این فیلم اقتباسی از رمان جنایت و مکافات اثر داستایوفسکی است.

## خلاصه داستان
این فیلم داستان رسول راسخ دانشجوی اخراجی است که گردنبند مادرش را برای گرو گذاشتن نزد ملوک پیرزن نزول خور محله خود می‌برد تا پولی قرض بگیرد؛ طی ماجرایی بین رسول و ملوک نزاعی درمی‌گیرد و پیرزن کشته می‌شود.